# Richard Brauer
Pour les articles homonymes, voir Brauer.
Richard Dagobert Brauer (10 février 1901 à Berlin – 17 avril 1977 à Belmont (Massachusetts)) est un mathématicien allemand et américain.

## Biographie
Ses directeurs de thèse furent Issai Schur et Erhard Schmidt. Il a surtout travaillé en algèbre, mais a aussi apporté des contributions importantes en théorie des nombres. Il fut le fondateur de la théorie des représentations modulaires (en).  
Son frère aîné Alfred Brauer est aussi un mathématicien. Son épouse Ilse Karger, née en 1901, est décédée en 1980.